# The Story of Mankind
The Story of Mankind ist ein US-amerikanischer Spielfilm aus dem Jahr 1957. Irwin Allen produzierte ihn, führte Regie und schrieb gemeinsam mit Charles Bennett auch das Drehbuch nach einer Vorlage von Hendrik Willem van Loon.

## Handlung
Die Menschen haben eine neue Superwaffe entwickelt, deren Zerstörungskraft ausreichen würde, um mit einem Schlag alles Leben auf der Erde zu vernichten. Deshalb haben sich Außerirdische dazu entschlossen, über die Menschheit Gericht zu halten, um zu entscheiden, ob die Menschheit es wert ist zu überleben. Der Teufel und der Geist der Menschheit treten vor dem Tribunal gegeneinander an, um anhand verschiedener Episoden aus der Geschichte und Vorgeschichte für das eine oder andere Urteil zu plädieren. Als das Tribunal am Ende aber zu keinem wirklichen Ergebnis kommt, überlässt der oberste Richter die endgültige Entscheidung über das weitere Schicksal der Menschheit schließlich dem Publikum.

## Hintergrund
- Nach den Dokumentationen The Sea Around Us (1953) und The Animal World (1956) war The Story of Mankind Irwin Allens erster Film mit Schauspielern.

- Um sich einen Erfolg an den Kinokassen zu sichern, verpflichtete Irwin Allen für den Film eine beachtliche Besetzung (u. a. Horrorstar Vincent Price, Ronald Colman, Hedy Lamarr, Virginia Mayo, und Cedric Hardwicke).

- The Story of Mankind war der letzte Film für Ronald Colman, der wenig später starb. Es war ebenfalls der letzte gemeinsame Auftritt der Marx Brothers Groucho, Chico und Harpo Marx in einem Film. Letztere traten allerdings nicht in denselben Szenen auf.
- Für die Szenen, die in den jeweiligen Epochen spielen, verwendete Irwin Allen größtenteils Archivmaterial früherer Warner Bros.-Produktionen, unter anderem aus dem 1955 entstandenen Monumentalfilm Land der Pharaonen.

## Rezeption
Bei seiner Veröffentlichung wurde The Story of Mankind  von den meisten Filmkritikern völlig verrissen. Auch beim Publikum fiel der Film durch. 
The Story of Mankind wurde 1978 von Harry Medved und Randy Dreyfuss in ihr Buch The 50 Worst Films of All Time aufgenommen.